# Elchweiler
Elchweiler ist eine Ortsgemeinde im Landkreis Birkenfeld in Rheinland-Pfalz. Sie gehört der Verbandsgemeinde Birkenfeld an.

## Geographie und Geschichte
Elchweiler liegt am Molkenbach im Hunsrück. Im Norden befindet sich Niederhambach und im Süden Schmißberg.
Zu Elchweiler gehört auch der Gemeindeteil „Alte Schule“. Der Wohnplatz liegt südlich der Ortslage an der Gemeindegrenze zu Schmißberg.
Von 1934 bis 1962 waren Elchweiler und das benachbarte Schmißberg in der Gemeinde Elchweiler-Schmißberg vereinigt.

## Bevölkerung
Die Entwicklung der Einwohnerzahl von Elchweiler, die Werte von 1871 bis 1987 beruhen auf Volkszählungen:
| Jahr | Einwohner |
| 1815 | 141       |
| 1835 | 155       |
| 1871 | 165       |
| 1905 | 166       |
| 1939 | 121       |
| 1950 | 128       |

| Jahr | Einwohner |
| 1961 | 118       |
| 1970 | 114       |
| 1987 | 90        |
| 1997 | 84        |
| 2005 | 96        |
| 2023 | 98        |

## Politik

### Bürgermeister
Helmut Aulenbach wurde 2024 vom Gemeinderat erneut zum Ortsbürgermeister von Elchweiler gewählt.
Er war am 12. August 2019 Ortsbürgermeister geworden. Da bei der Direktwahl am 26. Mai 2019 kein Bewerber angetreten war, erfolgte die Neuwahl gemäß Gemeindeordnung durch den Rat. Dieser entschied sich für Aulenbach.
Sein Vorgänger Wolfgang Finck hatte das Amt seit 2004 ausgeübt, war 2019 aber nicht erneut angetreten.

### Wappen
| Wappen von Elchweiler | Blasonierung: „Unter rot-silbern geschachtem Schildhaupt in Grün ein goldenes Elchgeweih mit Grind.“ |
| Wappen von Elchweiler | Wappenbegründung: Das Elchgeweih symbolisiert den Ortsnamen (redendes Wappen) und das Schachbrettmuster verweist auf die frühere Zugehörigkeit zur Hinteren Grafschaft Sponheim. Das Wappen wurde 1964 vom rheinland-pfälzischen Innenministerium genehmigt. |

## Wirtschaft und Infrastruktur
Südlich verläuft die Bundesstraße 41, die auch zur Bundesautobahn 62 führt. In Neubrücke ist ein Bahnhof der Bahnstrecke Bingen–Saarbrücken.